# Spring City (Utah)
Spring City je město v okrese Sanpete County ve státě Utah ve Spojených státech amerických.
K roku 2000 zde žilo 956 obyvatel. S celkovou rozlohou 3,4 km² byla hustota zalidnění 278,2 obyvatel na km².